# Pimpa
Pimpa è il personaggio immaginario, protagonista dell'omonima serie a fumetti ideata nel 1975 dal disegnatore italiano Altan. La serie, pubblicata negli anni settanta e ottanta sul settimanale Corriere dei Piccoli, divenne una delle più apprezzate del periodo. A seguito del grande successo sono state prodotte quattro serie di cartoni animati ispirate al personaggio, la prima delle quali nel 1982. Il personaggio ha anche ispirato un vasto merchandising.

## Storia editoriale
Altan crea il personaggio per la figlia, che gli aveva chiesto di disegnarle un cane e da bambina a volte trattava gli oggetti inanimati come esseri senzienti, facendolo esordire sul settimanale Corriere dei Piccoli n. 28 del 13 luglio 1975, sul quale pubblica fino al 1994, anno di chiusura della testata. Nel 1981 sempre la Rizzoli gli dedica il primo volume, monografico, della serie: Gli Albi del Corriere dei Piccoli.
Dal settembre 1987 le viene riservata una serie mensile di albi monografici, edita prima dalla Glenat e da aprile 1994 dalla Franco Cosimo Panini Editore.
Nel 1982 viene creata anche una serie a cartoni animati ispirata al fumetto stesso, a cui seguono altre tre serie TV.
Dal 2014 viene pubblicata una collana di guide turistiche per bambini.

## Biografia del personaggio

La Pimpa nella sigla finale della quarta serie animata.

Il personaggio è una cagnolina bianca con grandi pallini rossi, grandi occhi, lunghe orecchie pendenti e la lingua quasi sempre a penzoloni. Anche le dita delle mani e dei piedi sono rosse. È molto simpatica e ha una grandissima fantasia, che usa per giocare, disegnare e fare tutto ciò che fanno i bambini. Non le piace mangiare il minestrone e gli spinaci, mentre adora il gelato e il latte; usa veicoli come razzi, aeroplani o idrovolanti per spostarsi in luoghi lontani ed andare a trovare i suoi storici amici o conoscerne di nuovi.
Il personaggio vive in un mondo fantastico fatto di animali parlanti e di oggetti animati e anch'essi parlanti, che però interagiscono solo con la protagonista, in una casa di campagna lontana dalla città, dove abita con Armando, un signore dalla carnagione gialla (divenuta rosa nella seconda serie), con un naso molto lungo e grandi baffi marroni, che le fa sia da padrone che da padre, molto gentile e accomodante, anche se spesso giustamente severo. Il primo incontro dei due protagonisti è avvenuto in un bosco, dove Armando, mentre andava in cerca di fragole, ha notato i grandi pois della cagnolina e, scoprendo che sapeva parlare ed era curiosa, simpatica e affettuosa, ha deciso di invitarla a casa sua mettendole a disposizione una stanza con un grande letto e una vivacissima trapunta multicolore. Tra gli amici della cagnolina ci sono la gatta azzurra Rosita, il coniglio a pois celesti Coniglietto, il pulcino Colombino, la signora Gallina e la farfalla Paloma. C'è poi Tito, un cagnolino piccolo tutto azzurro che in alcune storie appare come secondo cane di Armando. Altri personaggi, apparsi nei fumetti e nei cartoni animati della Pimpa, sono la rondine Luisa, il pinguino Nino, la formica Bibì, la lucciola Lucia, la foca Lulù, la zebra Adele, Olivia Paperina, Bombo Ippopotamo, Bella Coccinella, Ciccio Porcellino e Pepita, una dinosaura-bambina bianca a pallini rossi come la Pimpa. C'è anche la Pimpa Gemella, che appare dallo specchio del bagno della Pimpa originale e non è solamente l'immagine riflessa della protagonista, ma le parla, le dà dei consigli e a volte la prende in giro.
Sorridente e piena di vita, la Pimpa si avventura dappertutto, esplorando il mondo attorno a sé, magari volando in aeroplano fino in Africa, navigando in barca fino all'Australia o ancora partendo con il razzo Egidio per volare tra le nuvole, sulla luna e in mezzo alle stelle. A sera, la cagnolina rientra a casa e racconta ad Armando l'esperienza della giornata: "Armandone" appare in genere profondamente scettico e la Pimpa puntualmente lo rassicura regalandogli i souvenir dei suoi fantastici viaggi, poi si fa dare dall'Armando un bel bicchiere di latte, si mette a dormire salutando gli oggetti attorno a sé e guarda verso lo schermo strizzando l'occhio ai telespettatori.

## Altri personaggi principali
- Armando: è il padrone e migliore amico della Pimpa. È un uomo dalla pelle ambrata, con un naso molto lungo e grandi baffi marroni, che veste sempre con una giacca blu, una camicia bianca, una cravatta rosa e un cappello verde (che spesso quando non è indossato si anima per parlare e giocare con la Pimpa, come molti degli oggetti presenti in casa) e ha un non meglio precisato lavoro nella città vicina. Sveglia sempre la cagnolina quando dorme troppo dicendole "Sveglia, pigrona!". A differenza della Pimpa, adora il minestrone e gli spinaci; ciò che odia di più è sentirsi dire che è buffo.
- Tito: è un piccolo cagnolino azzurro, amico della Pimpa. Quando quest'ultima va al luna park, vince un pesce che la porta a esplorare le profondità del mare. Nel mare c'è un altro luna park, nel quale ad ogni attrazione ci sono in palio dei cagnolini invece che dei pesciolini. In tale luogo la Pimpa vince Tito. Gli darà lo stesso nome del pesciolino rosso che inizialmente aveva vinto al primo lunapark.
- Olivia: è una papera gialla molto giovane, che scopre il mondo intorno a sé grazie ai suoi amici.
- Gatta Rosita: è una gatta azzurra, che adora le ciambelle e ha tanti cugini felini.
- Coniglietto: è un coniglio a pallini bianchi e azzurri che ha quattro fratelli, anch'essi conigli colorati. È un gran dormiglione e come la Pimpa, odia il minestrone.
- Colombino: è un grosso pulcino giallo amico della Pimpa.
- La signora Gallina: è una simpatica gallina madre di tre pulcini, uno dei quali appare per la prima volta parlando e camminando mentre è ancora nell'uovo e nascendo poco dopo.
- La farfalla Paloma: all'inizio era un bruco che viveva in una mela volante ma poi è divenuta una farfalla.

## Premi e riconoscimenti
- Mostra «Omaggio alla Pimpa. Il mondo di Pimpa e dei suoi amici», a cura di Quipos in collaborazione con Wow Spazio Fumetto (25 ottobre 2014).[3]
- Pulcinella d'oro per il miglior personaggio dell'anno a Cartoons on the Bay, protagonista della serie a cartoni animati Le nuove avventure di Pimpa (1997).[6]

## Serie televisive
Esistono quattro serie televisive de La Pimpa.
- Pimpa: serie prodotta dalla Quipos per la Rai e diretta da Osvaldo Cavandoli nel 1982;[6][7] 26 episodi di 5 minuti. La Pimpa è doppiata da Roberta Paladini e Armando da Vittorio Di Prima (fatta eccezione per l'episodio pilota Un viaggio in Africa, in cui la Pimpa è doppiata da Cristina Mascolo e Armando da Sergio Renda). Le altre voci sono di Mario Milita, Riccardo Garrone, Franco Latini, Riccardo Rossi, Aldo Barberito, Gastone Pescucci.
- Pimpa - Le nuove avventure: serie del 1997, coproduzione Rai-Quipos con Francia e Spagna e diretta da Enzo D'Alò.[6] 26 episodi da 5 minuti l'uno;[7] La Pimpa è doppiata Francesca Vettori e Armando da Oliviero Corbetta. La colonna sonora è stata realizzata da Beppe Crovella, autore anche della sigla e creatore delle sonorizzazioni e degli effetti sonori e ha avuto diffusione e programmazione internazionale, vincendo anche il premio "Cartoons On the Bay". La regia è di Enzo D'Alò.
- Pimpa: 26 episodi da 5 minuti l'uno, 2010, co-produzione Quipos, Rai Fiction e Franco Cosimo Panini, regia di Altan. La Pimpa è doppiata da Francesca Vettori, e Armando da Giorgio Scaramuzzino. Le altre voci sono di Davide Garbolino, Aldo Stella e Jasmine Laurenti e le canzoni vengono cantate da quest'ultima. Le musiche sono realizzate da Corrado Tringali.[7][8]
- Pimpa: 26 episodi da 5 minuti l'uno, 2015. Le voci sono le stesse della serie precedente.[8]

### Episodi speciali
Dal 2003 al 2009 sono stati realizzati quattro episodi speciali della durata di mezz'ora ciascuno. Questi episodi sono stati trasmessi da Rai 2, Rai 3 e Rai YoYo. La Pimpa è doppiata da Francesca Vettori e l'Armando da Carlo Bonomi nei primi tre speciali e da Giorgio Scaramuzzino nel quarto. Le sigle sono realizzate da Altan e Corrado Tringali e vengono cantate da Jasmine Laurenti.
- Pimpa, una giornata speciale (2003)
- Pimpa, storia di Natale (2004)
- Pimpa, L'anatroccolo Alì (2006)
- Pimpa e Olivia Paperina (2009)

## Altri media

### Miniserie televisive
- Pimpa: 2 episodi di un minuto, produzione Quipos, 1986[7]
- Arriva la Pimpa: episodio pilota di 8'30" per una serie in 3D e motion-capture, produzione Quipos, 2000, per RAI-SAT, regia di Ernesto Paganoni[7]

### Altri programmi televisivi
- La Posta di YoYo (Rai YoYo, dal 2023)

### Teatro
- Pimpa cappuccetto rosso (1998)
- Pimpa, Kamillo e il libro magico (1998)
- Pimpa sogni d'oro, realizzati dal Teatro dell'Archivolto, e riproposti in DVD (2003)

Dal 2006 la Pimpa è stata affiancata da Olivia Paperina, papera gialla creata per la nipote dell'autore. Come La Pimpa, anche Olivia Paperina è stata rappresentata a teatro per la prima volta il 2 settembre 2008 al Kulturni center Lojze Bratuž di Gorizia nello spettacolo omonimo.

### Videogiochi
- La Pimpa (2010), applicazione per tablet sviluppata dalla Franco Panini Ragazzi.[12]